# Osteospermum grandidentatum
Osteospermum grandidentatum es una especie de planta floral del género Osteospermum, tribu Calenduleae, familia Asteraceae. Fue descrita científicamente por DC.
Se distribuye por África: Sudáfrica (provincia del Cabo, provincia de KwaZulu-Natal) y Suazilandia.